# Wraxall (Dorset)
Wraxall – wieś w Anglii, w hrabstwie Dorset, w dystrykcie (unitary authority) Dorset. Leży 17 km na północny zachód od miasta Dorchester i 190 km na południowy zachód od Londynu.